# Bratislava (banda)
Bratislava é uma banda brasileira de rock alternativo formada em São Paulo no ano de 2010. A atual formação consiste de Victor Meira (vocal, teclado, sintetizador), Felipe Gonçalves (guitarra), Jonas Andrade (guitarra), José Roberto Orlando (baixo) e Gustavo Franco (bateria).

## História
A Bratislava surgiu em 2009 pela iniciativa dos irmãos Victor (nascido na Bahia) e Alexandre Meira de dar vazão às ideias musicais desenvolvidas nos anos anteriores ao início do projeto.
Em 2011 a banda lança seu primeiro registro, o EP Longe do Sono, gravado e lançado de forma independente. O álbum de estreia, Carne, viria no ano seguinte, trazendo temáticas diversas nas letras das músicas. O nome do disco faz menção a uma das narrativas da HQ Mundo Pet (2004) do escritor paulistano Lourenço Mutarelli, na qual o protagonista começa a ter alucinações provenientes das memórias contidas na carne dos animais dos quais se alimenta. O ciclo de divulgação do álbum gerou várias sessões ao vivo e materiais relacionados.
O quarteto inaugurou o projeto Converse Rubber Tracks no Brasil, em fevereiro de 2014, realizando a primeira gravação da programação.
Em 2015 lança o álbum Um Pouco Mais de Silêncio, em formato de zine interativo produzido artesanalmente. O nome do álbum é um trecho da penúltima faixa do conjunto e fala da proposta do novo trabalho, mais pausado, contemplativo e atmosférico do que o anterior. O disco figurou em diversas listas nacionais de Melhores do Ano de 2015 em sites especializados (Brasileiríssimos, Embrulhador, Rockinpress, O Jardim Elétrico). O jornal O Estado de S. Paulo considerou a banda uma das apostas musicais para 2016.
Em 2017, apresentaram-se no Lollapalooza Brasil. No mesmo ano, lançaram a faixa "Enterro", com a participação do vocalista do Scalene Gustavo Bertoni, faixa esta integrante do então vindouro álbum Fogo, sobre a tragédia de Mariana. Segundo João Paulo Carvalho, d'O Estado de S. Paulo, Fogo "tem letras mais fortes e contundentes. Com mensagens claras e diretas, o sonho é a temática mais presente nas letras das faixas".
O quarto disco da Bratislava, Parte Do Que Vem, surge em 2022, após dois anos de pandemia nos quais a banda mergulhou num período criativo mais intenso e longo. O resultado vem carregado de nuances nostálgicas, doces e otimistas, narrando as primeiras impressões de quem sai de uma quarentena e, aos poucos, volta a pisar na rua.
Em 2024, a banda Bratislava lançou seu quinto álbum de estúdio, intitulado Bratislava. O álbum aborda temas relacionados à aceitação e à maturidade, explorando diferentes vertentes musicais. As composições apresentam tanto faixas com sonoridades introspectivas e reflexivas, quanto músicas com arranjos mais intensos e dinâmicos, associadas ao rock alternativo dos anos 2000. O trabalho estabelece paralelos entre dilemas pessoais e artísticos, utilizando a música como um meio de conexão. A banda considera esse lançamento como o encerramento de um ciclo e o início de uma nova fase, reunindo elementos que consolidam sua discografia.

## Integrantes
- Victor Meira - vocal, teclado, sintetizador (desde 2010)
- José Roberto Orlando - baixo (desde 2018)
- Jonas Andrade - guitarra (desde 2018)
- Gustavo Franco - bateria (desde 2020)
- Felipe Gonçalves - guitarra (desde 2022)

### Membros anteriores
- Alexandre Meira - guitarra, vocal de apoio (2010-2020)
- Lucas Felipe Franco - bateria (2013-2020)
- Sandro Cobeleanschi - baixo (2014-2018)
- Ricardo Almeida - bateria (2011-2012)
- Sophian Ferey - bateria (2011-2012)
- Edu Barreto - guitarra (2010-2011)
- Pedro Chammé - bateria e guitarra (2010)

## Discografia

### Álbuns
- Carne (2012)
- Um Pouco Mais de Silêncio (2015)
- Fogo (2017)
- Parte Do Que Vem (2022)
- Bratislava (2024)

### EPs
- Longe do Sono (2011)
- Aprender a Morrer (2018)

## Prêmios e indicações

### Prêmio Profissionais da Música
2016
- Indicado na categoria Rock'n Blues[20]